# Gilgamesj en Agga

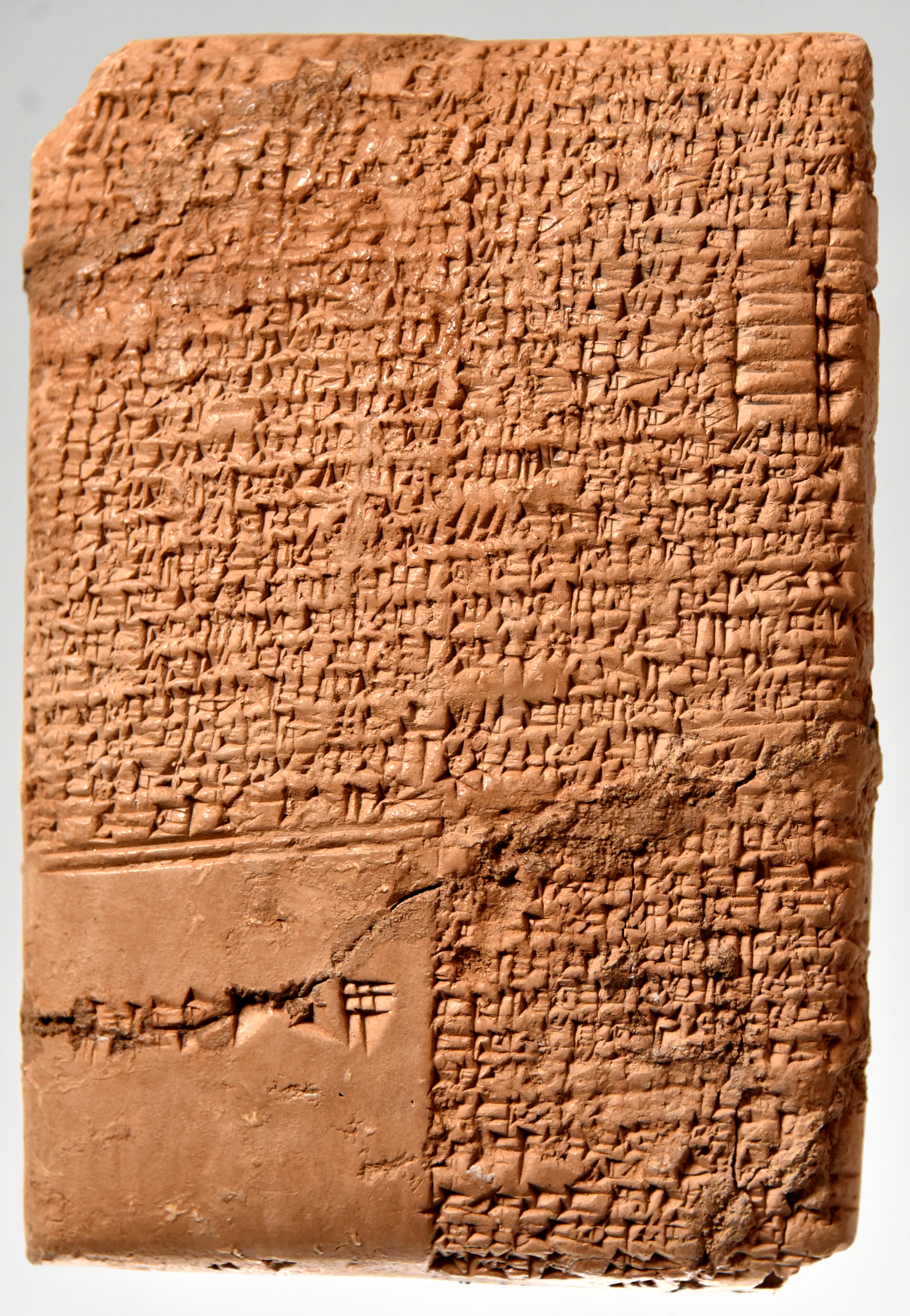
Gilgamesj en Agga

Gilgamesj en Agga is het kortste heldendicht van de Sumerische literatuur.
Het telt 115 regels en heeft een duidelijk historische achtergrond. Het Sumer van de historische koning Gilgamesj was een land van stadstaten net als het Griekenland van twee millennia later. De steden streden onophoudelijk om het leiderschap over het land Sumer. Het epos geeft een blik op de plaatselijke politiek van de stad, die opvallende parallellen heeft met die van de veel bewonderde (maar veel latere) Grieken. Er is zelfs een soort volksvertegenwoordiging.
De stad Kisj was geruime tijd de voornaamste stad, maar uiteindelijk zou Agga van Kisj verslagen worden door de mannen van Gilgamesj en hiermee werd Uruk de leidende stad.  Het heldendicht gaat over deze wisseling van de wacht.
Het werk begint met de aankomst van de gezanten van Agga in Uruk om er een ultimatum af te leveren: onderwerp je aan Kisj of wordt vernietigd. Gilgamesj tracht eerst de raad van ouderen te overtuigen weerstand te bieden: 
De putten voltooien, de putten van het land voltooien!

De putten voltooien, de vaten van het land!

De putten graven, de touwen afmaken!

Onderwerpen wij ons niet aan het huis van Kisj, slaan wij hen met wapens!
maar zij zoeken liever de weg van de vrede onder de heerschappij van Kisj:
De putten voltooien, de putten van het land voltooien!

De putten voltooien, de vaten van het land!

De putten graven, de touwen afmaken!

Onderwerpen wij ons aan het huis van Kisj, slaan wij hen niet met wapens!
De vorst richt zich dan tot de jonge weerbare mannen, een soort 'tweede kamer' van de volksvertegenwoordiging en vraagt om een vrijwilliger die bereid is de poort uit te lopen en persoonlijk de confrontatie met Agga aan te gaan. Birhurturre komt naar voren en loopt de poort uit, maar hij wordt gevangengenomen en gemarteld. Voor hij zijn zegje kan zeggen aan Agga klimt een andere held op de muren, Zabardibunugga geheten en Agga vraagt Birhurturre of dit nu koning Gilgamesj is. Birhurturre ontkent dit en Agga gaat voort met martelen. Dan klimt echter Gilgamesj zelf op de muur en gaat Agga tegemoet.  Dit maakt zulke grote indruk op iedereen dat Agga besluit het beleg op te heffen. 
Het dichtwerk eindigt daarop in een huldiging van de held en redder van Uruk: Gilgamesj
Dat dit een wat optimistische, onbloedige voorstelling van zaken is blijkt wel uit de koningslijst. Daarin staat dat Kisj op het slagveld verslagen werd en het koningschap afgevoerd naar Uruk.